# Georges Rodenbach

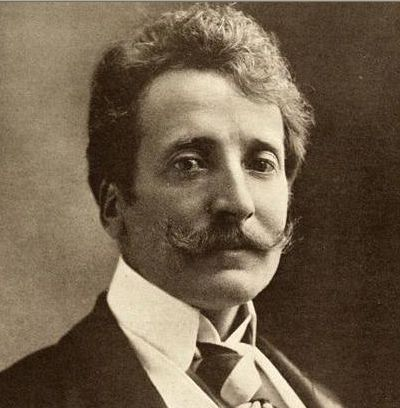
Georges Rodenbach

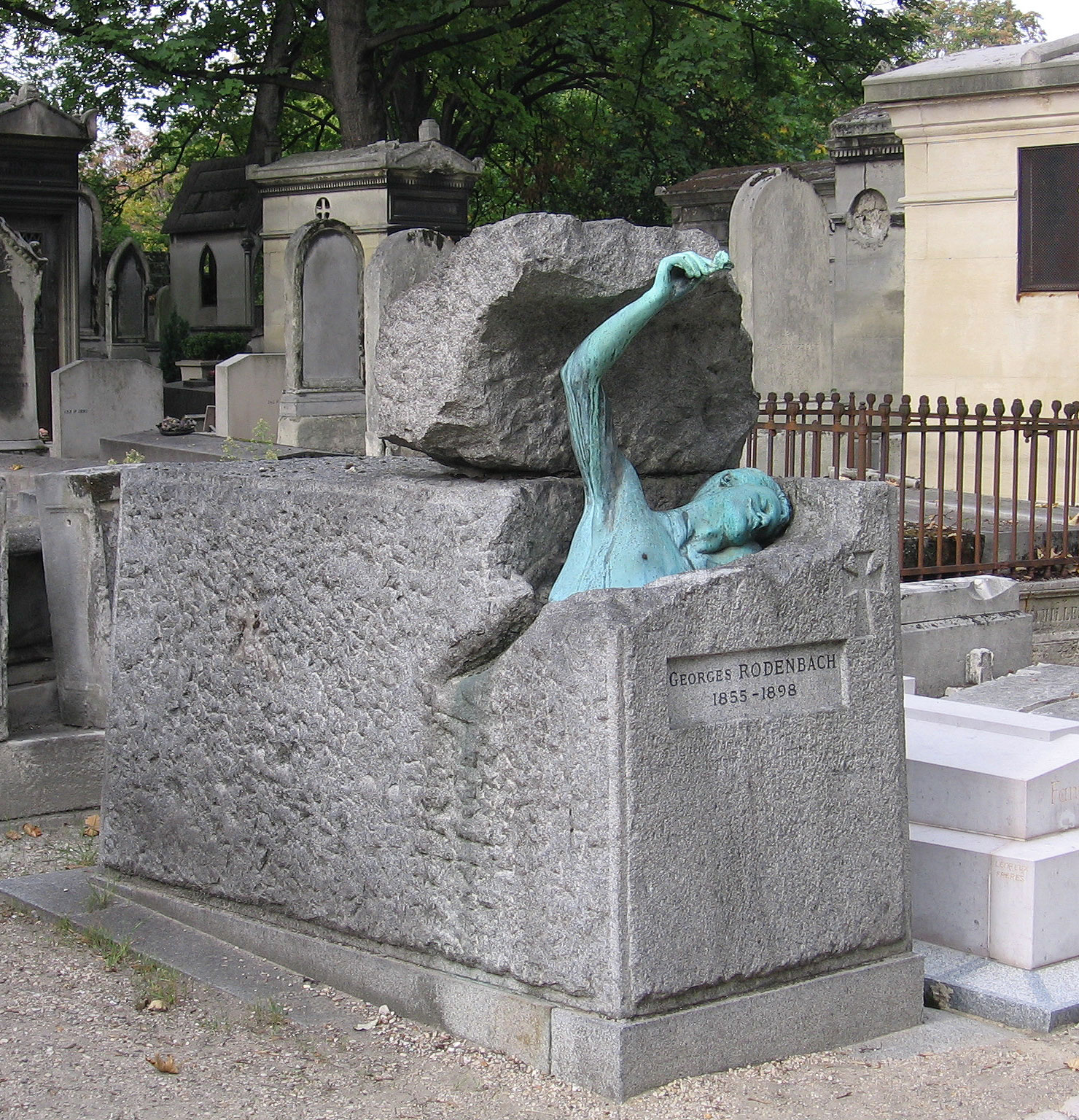
Rodenbachs Grab, Cimetière du Père-Lachaise, geschaffen von Charlotte Besnard

Georges Raymond Constantin Rodenbach (* 16. Juli 1855 in Tournai; † 25. Dezember 1898 in Paris, Frankreich) war ein belgischer Dichter und Schriftsteller des Symbolismus, der in französischer Sprache schrieb.

## Leben
Georges Rodenbach wurde als Sohn von Constantin Ferdinand Auguste Rodenbach aus Brügge und dessen wallonischer aus Tournai stammender Ehefrau geboren. Sein Urgroßvater Ferdinand Rodenbach stammte aus Andernach im Rheinland und war als Militärarzt tätig. Ende des 18. Jahrhunderts wanderte er in das heutige Belgien, das zu jener Zeit noch zur Habsburgermonarchie gehörte, ein. Rodenbachs Großvater Constantin-François und drei seiner Brüder waren maßgeblich am Unabhängigkeitskampf der Belgier gegen die niederländische Herrschaft beteiligt. Georges’ Vater hatte in Paris Philosophie und in Brüssel Rechtswissenschaften studiert. Anschließend war er als Beamter des Eichamtes in Ypern, Tournai, wo er seine Frau kennenlernte und Georges geboren wurde, sowie ab Ende 1855 in Gent tätig.
In Gent wuchs Rodenbach, der später auf Französisch schrieb, in einer rein flämischen Umgebung auf. Nach dem Besuch der Mittelschule besuchte er ab 1866 das Collège Sainte-Barbe. Dort lernte er 1868 als Mitschüler Émile Verhaeren kennen, der ein lebenslanger Freund werden sollte. 1874 schloss er die Schule mit dem Schlussexamen ab. Über diese Zeit schrieb er die Erzählung „Au Collège“, in der er sich mit der eher tristen Atmosphäre der Schule beschäftigte. Nach der Schule nahm er ein Jurastudium an der Universität Gent auf, das er im Juli 1878 mit dem Doktorat abschloss. Während seines Studiums erscheint 1877 ein erster Gedichtband unter dem Titel „Le Foyer et le champs“. Auf Wunsch seines Vaters ging er nach dem Examen für ein Jahr nach Paris, wo er an der Sorbonne philosophische Vorlesungen hört, aber auch bereits als Rechtsanwalt arbeitet. Zudem schreibt er regelmäßig „Lettres Parisiennes“, die er in der katholischen Zeitschrift „La Paix“ in Brüssel veröffentlicht. Gedichte aus dem Jahr in Paris, die auch von französischen Zeitschriften gedruckt werden, erscheinen 1879 unter dem Titel „Les Tristesses“.
Ab 1880 arbeitete Rodenbach als Rechtsanwalt in Gent, war aber auch weiterhin journalistisch und schriftstellerisch tätig. Sein dritter Gedichtband „La Mer élégante“ erscheint 1881. Er wurde in diesem Jahr auch Mitarbeiter der neugegründeten Zeitschrift „La Jeune Belgique“, in deren Redaktion sich vor allem jüngere belgische Autoren versammeln. Nachdem sich ab 1886 Auseinandersetzungen in der Redaktion zeigen, bricht er 1887 mit der Zeitschrift. Bereits 1883 war er nach Brüssel gezogen, wo er weiterhin sowohl rechtsanwaltlich als auch journalistisch tätig ist. Die Gedichtsbände „L'Hiver mondain“ (1884) und „La Jeunesse blanche“ (1886) erscheinen in jener Zeit. Letzteren sieht er später als sein erstes Werk von wirklicher literarischer Bedeutung an. Die anwaltliche Tätigkeit, die auch wirtschaftlich nicht erfolgreich war, gab er nun auf. Seinen Lebensunterhalt konnte er durch eine Stellung als Sekretär der Zeitschrift „Le Progrès“ sichern, für die er außerdem regelmäßig die „Chroniques Bruxelloises“ schrieb.
Nachdem Le Progrès 1888 aus finanziellen Gründen eingestellt worden war, bekam er das Angebot, für die wichtigste katholische Tageszeitung „Journal des Bruxelles“ als Korrespondent nach Paris zu gehen. Ein Angebot, das er sofort annahm. Wenige Monate später heiratete er Anna-Maria Urbain, eine wallonische Belgierin, die er 1887 bei Freunden in Brüssel kennengelernt hatte, und mit der er 1892 den Sohn Constantin bekam. In seiner Pariser Zeit, die bis zu seinem Tode andauerte, verfasste er insgesamt 481 Briefe aus Paris, von denen 330 im Journal, 135 in „Le Patriote“ und 16 im „Journal de Genève“ veröffentlicht wurden. Aber auch im „Figaro“ veröffentlichte er, so z. B. eine vierteilige Essayreihe unter dem Titel „Agonie der Städte“, die sich mit der holländischen Insel Walcheren und den flandrischen Städten, unter ihnen Gent und Brügge, beschäftigt. 1892 erschien sein Hauptwerk „Bruges-la-Morte“. Er starb am 25. Dezember 1898 an einer akuten Blinddarmentzündung und wurde auf dem Cimetière du Père-Lachaise (Div. 15) beigesetzt.

## Werk
Rodenbach publizierte acht Gedichtsammlungen, vier Romane und zahlreiche Erzählungen, Arbeiten für die Bühne und Kritiken. Sein bekanntestes Werk Das tote Brügge (1892) erweckte diese Stadt für den modernen Tourismus wieder zum Leben und wurde von Erich Wolfgang Korngold als Grundlage für dessen Oper Die tote Stadt verwendet.
- Die stille Stadt (Schauspiel). Der Schleier (dramatisches Gedicht). Übersetzer: Siegfried Trebitsch, Wien 1902 online – Internet Archive